# Babilonia (Diodato)
Babilonia è un singolo del cantautore italiano Diodato, pubblicato il 12 febbraio 2014 come terzo estratto dal primo album in studio E forse sono pazzo.

## Descrizione
Unico inedito presente nella riedizione dell'album, Diodato ha descritto il brano attraverso la seguente dichiarazione:
Il brano è stato presentato dal cantautore nella seconda serata del Festival di Sanremo 2014 nella sezione giovani, passando con un totale percentuale di 29,60%. Al termine della manifestazione il brano è giunto al secondo posto.

## Video musicale
Prima di essere scelto come brano per il Festival, è stato presentato il relativo videoclip.

## Classifiche
| Classifica (2014) | Posizione massima |
| ----------------- | ----------------- |
| Italia            | 69                |